# Şehzade Ertuğrul Osman
Şehzade Ertuğrul Osman Efendi (turco ottomano: ارطغرل عثمان; anche noto come Osman Ertuğrul Osmanoğlu; Istanbul, 18 agosto 1912 – Istanbul, 23 settembre 2009) è stato un principe ottomano, figlio di Şehzade Mehmed Burhaneddin, nipote del sultano Abdülhamid II e 43º Capo della Casa Imperiale di Osman.

## Biografia
Şehzade Ertuğrul Osman nacque il 18 agosto 1912 a Istanbul, nel Palazzo Nişantaşı. Suo padre era Şehzade Mehmed Burhaneddin, figlio del sultano ottomano Abdülhamid II, e sua madre la seconda consorte Aliye Melek Nazlıyar Hanım. Era il secondo e ultimo figlio di suo padre e l'unico di sua madre. I suoi genitori divorziarono nel 1919 e sua madre in seguito si risposò con Mehmed Cavid Bey, ministro delle finanze e oppositore di Mustafa Kemal Ataturk, il primo presidente della Repubblica Turca.
Nel 1924, mentre era all'estero e studiava a Vienna, in Austria, gli venne comunicato che la dinastia ottomana era stata esiliata. Finiti gli studi, si trasferì a New York, dove divenne ingegnere minerario. Trovò lavoro come consulente per il Sud America in una società canadese, la Wells Overseas, e visse in un modesto appartamento a due camere sopra un ristorante, a Manhattan.
Nel 1934, come richiesto dalla legge sul cognome, prese il nome Osman Ertuğrul Osmanoğlu. Era poliglotta, parlando turco, inglese, tedesco, francese e un po' di italiano e spagnolo.
Nel 1992, il governo turco lo invitò a rientrare a Istanbul. Tornato in patria per la prima volta dopo cinquant'anni, Ertuğrul osservò che "la democrazia funziona bene in Turchia".
In Turchia divenne presto noto come "L'ultimo ottomano". Risiedette nell'antico palazzo imperiale, Palazzo Dolmabahçe, ma rifiutò altri onori e cerimonia, che giudicò eccessivi e non in linea con il suo carattere, modesto e frugale.
Nel 1994, alla morte di Şehzade Mehmed Orhan, divenne il 43° Capo della Casa Imperiale di Osman. Pur rifiutando l'ipotesi di restaurare il Sultanato, si dichiarò a favore della reintroduzione del Califfato sostenendo che poteva essere la chiave per la creazione e la diffusione di un Islam moderato che facesse da ponte con l'Occidente, e che se il Califfato di Costantinopoli fosse stato reintrodotto "il mondo intero ne trarrebbe giovamento". 
Nel 2004 gli è stata concessa la cittadinanza e il passaporto turco, mentre nei decenni precedenti aveva usufruito di un permesso speciale per usare i suoi documenti ottomani.
Morì il 23 settembre 2009, a novantasette anni, nell'ospedale di Istanbul. La sua morte fu annunciata dal ministero della Cultura turco, che indicò la causa come insufficienza renale e dichiarò che Ertuğrul era morto pacificamente nel sonno, come confermato anche dalla moglie.
Alla sua morte, il titolo di Capo della Casa Imperiale è passato, secondo tradizione, al parente maschio più anziano, ovvero Şehzade Bayezid Osman. 
Venne sepolto accanto a suo nonno, il sultano Abdülhamid II, dopo una cerimonia funebre alla Moschea Blu. La bara era drappeggiata con lo stendardo imperiale ottomano e, oltre ai parenti, erano presenti diversi ministri e membri del governo. Il Presidente e il Primo Ministro hanno offerto le loro condoglianze e il secondo recò una visita alla vedova in uno degli ex Palazzi Imperiali.

## Famiglia
Ertuğrul Osman ebbe due mogli, ma nessun figlio.
- Gülda Twerskoy (Johannesburg, 20 marzo 1915 – New York, 16 settembre 1985). Si sposarono il 20 gennaio 1947. Divorziarono prima nel 1991.
- Zeynep Tarzi (Istanbul, 16 dicembre 1940). Era figlia di Fettah Tarzi, nipote di Soraya Tarzi, moglie del re afghano Amanullah Khan, e di sua moglie Pakize Tarzi, la prima ginecologa donna della Turchia. Si sposarono il 27 settembre 1991 e il matrimonio durò fino alla morte di Ertuğrul.